# Тампле
Тампле (фр. Templais) — твердий французький сир, вироблений на сироварні Fromagerie Baechler в Ле-Тампль-сюр-Лот (департамент Ло і Гаронна) в Аквітанії.
Тампле належить до твердих пресованих варених сирів. Виготовляється з пастеризованого коров'ячого молока. Зріє 16 тижнів.
Головка Тампле має форму циліндра 32 см діаметром і 9 см заввишки, важить 5 кг. М'якуш сиру твердий, жовтого солом'яного кольору.
Тампле має пікантний аромат.